# Гай Клавдий Центон (генерал)
Вижте пояснителната страница за други личности с името Клавдий Центон.
Гай Клавдий Центон (на латински: Gaius Claudius Centho) военачалник на Римската република през края на 3 и началото на 2 век пр.н.e.
Той произлиза от прочутата фамилия Клавдии. Вероятно е син на Гай Клавдий Центон (консул 240 пр.н.е.) и брат на Апий Клавдий Центон (претор 175 пр.н.е.).
По време на втората македонска война той е през 200 пр.н.е. е легат при Публий Сулпиций Галба Максим и участва в битките против Филип V Македонски. Той получава задачата да отиде и помогне на обсадената от македонците Атина. След успешното изпълнение на тази задача той превзема Халкида на остров Евбея. Там подпалва лагерите с оръжие на Филип V и унищожава неговите статуи. След това напуска Халкида, отива с войската си в пристанището Пирея, откъдето успешно защитава Атина от последвалото вражеско нападение.